# Tsubame (Shinkansen)
Pour les articles homonymes, voir Tsubame (homonymie).
Le Tsubame (つばめ) est le nom d'un service de train à grande vitesse japonais du réseau Shinkansen développé par la JR Kyushu sur la ligne Shinkansen Kyūshū. Son nom signifie hirondelle en japonais.

## Histoire
Le service Tsubame a été mis en place avec l'ouverture du Kyūshū Shinkansen le 13 mars 2004 entre Shin-Yatsushiro et Kagoshima-Chūō. Depuis le 12 mars 2011, le service est étendu entre Hakata et Kagoshima-Chūō.

## Gares desservies
La plupart des trains Tsubame relient la gare de Hakata à Fukuoka à la gare de Kumamoto à Kumamoto. Certains trains continuent jusqu'à la gare de Kagoshima-Chūō à Kagoshima. Les trains sont omnibus.
| Nom des gares    |
| ---------------- |
| Hakata           |
| Shin-Tosu        |
| Kurume           |
| Chikugo-Funagoya |
| Shin-Ōmuta       |
| Shin-Tamana      |
| Kumamoto         |
| Shin-Yatsushiro  |
| Shin-Minamata    |
| Izumi            |
| Sendai           |
| Kagoshima-Chūō   |

## Matériel roulant
Le service Tsubame est effectué par les Shinkansen 800 et N700-7000/8000.